# ストップ (スパイス・ガールズの曲)
「ストップ」（Stop）は、スパイス・ガールズの7枚目のシングル（アメリカでは6枚目になる）。2枚目のアルバム『スパイスワールド』に収録されている。1998年3月9日にヴァージン・レコードよりリリース。
曲はモータウンとブルー・アイド・ソウルからの影響がみられる。
全英では2位を記録し。デビューシングル「ワナビー」から前作「トゥー・マッチ」まで6曲連続でチャート1位を獲得していた記録が途絶えた（この記録は後にウエストライフの7曲連続という記録によって破られてしまう）。それでも6曲連続UKチャート1位を達成したのはスパイス・ガールズが初めてである。

## 背景
1997年6月、グループは映画『スパイス・ザ・ムービー』の撮影を始める。同時期にヴァージン・レコードは11月発売予定の『スパイスワールド』のプロモーション戦略の最初のミーティングを始めた。この段階ではアルバム用の曲は一曲も書かれておらず、グループは映画撮影と並行して曲作りやレコーディングをこなさくてはならなかった。テイクの合間や撮影終了後にグループはウィネベーゴに建てられた移動スタジオに直行した。複雑に組まれたスケジュールは肉体的にも大変だった。メラニー・ブラウンは自伝の中で「同時に2つの大仕事をこなさくてはならなかったため、その代償として数週間で疲労困憊になった」と当時について語っている。
曲の大まかなコンセプトはジェリ・ハリウェルによって書かれた。彼女は曲の出だしを思いつくとボイスレコーダーに吹き込んだ。次の日にはそのテープをポール・ウィルソンとアンディ・ワトキンスの元にもってゆき、ポールとアンディはメロディーラインに取り掛かった。ハリウェルは

モータウンの空気を持ったものにしたかった。メラニーCがコーラスを完成させると曲の基礎は出来上がった。時間がある時に他のメンバーがやってきて、サビやブリッジを書いた。

と制作秘話を語っている
メラニー・チズムによれば「ストップ」はグループが名声に直面した際に感じていた気持ちや過労働を強いる彼女たちのマネージメントに対してのフラストレーションを題材にしていると語った。フラストレーションの結果、彼女たちはマネージャーのサイモンを解雇している。

## ミュージック・ビデオ
1950年から1960年のアイルランドの労働者階級の人々が住むところにスパイス・ガールズが現れ、道で踊ったり走り回ったり、縄跳び、フラフープをして楽しむ。最後にはバーで5人そろってステージで歌う。
2023年には25周年を記念して別バージョンのミュージック・ビデオが公開された。

## トラックリスト
- UK CD1 / US CD1

1. "Stop" - 3:24
2. "Something Kinda Funny" (ライブ・バージョン) - 4:43
3. "Mama" (ライブ・バージョン) - 5:18
4. "Love Thing" (ライブ・バージョン) - 5:06

- UK CD2

1. "Stop" - 3:24
2. "Ain't No Stoppin' Us Now" (ライブ・バージョン) - 4:55
3. "Stop" (Morales Remix) - 7:23
4. "Stop" (Stretch 'N' Vern's Rock'n Roll Remix) - 9:11

- US CD2

1. "Stop" - 3:24
2. "Stop" (Morales Remix) - 7:23
3. "Stop" (Stretch 'N' Vern's Rock'n Roll Remix) - 9:11
4. "Stop" (Morales Dub) - 8:11

## チャート
| チャート (1998年)                        | 最高位 |
| ---------------------------------------- | ------ |
| オーストラリア (ARIA)                    | 5      |
| オーストリア (Ö3 Austria Top 40)         | 12     |
| ベルギー (Ultratop 50 Flanders)          | 14     |
| ベルギー (Ultratop 50 Wallonia)          | 8      |
| カナダ トップシングルス (RPM)            | 3      |
| カナダ アダルト・コンテンポラリー (RPM)  | 2      |
| クロアチア (HRT)                         | 10     |
| デンマーク (IFPI)                        | 15     |
| ヨーロッパ (European Hot 100 Singles)    | 6      |
| フィンランド (Suomen virallinen lista)   | 6      |
| フランス (SNEP)                          | 12     |
| ドイツ (GfK Entertainment charts)        | 35     |
| グアテマラ (エル・シグロ・デ・トレオン)  | 2      |
| ハンガリー (マハーズ)                    | 1      |
| アイスランド (Íslenski Listinn Topp 40)  | 15     |
| アイルランド (IRMA)                      | 3      |
| イタリア (イタリア音楽産業協会)          | 10     |
| オランダ (Dutch Top 40)                  | 6      |
| オランダ (Single Top 100)                | 6      |
| ニュージーランド (Recorded Music NZ)     | 9      |
| スコットランド (Official Charts Company) | 2      |
| スウェーデン (Sverigetopplistan)         | 8      |
| スイス (Schweizer Hitparade)             | 20     |
| 台湾 (IFPI)                              | 10     |
| UK シングルス (OCC)                      | 2      |
| US Billboard Hot 100                     | 16     |
| US Dance Club Songs (Billboard)          | 14     |
| US Dance Singles Sales (Billboard)       | 3      |
| US Pop Airplay (Billboard)               | 39     |

| チャート (1998年)                             | 順位 |
| --------------------------------------------- | ---- |
| オーストラリア (ARIA)                         | 39   |
| ベルギー (Ultratop 50 Wallonia)               | 56   |
| カナダ (RPM)                                  | 36   |
| カナダ アダルト・コンテンポラリー (RPM)       | 30   |
| ヨーロッパ (European Hot 100 Singles)         | 59   |
| フランス (SNEP)                               | 96   |
| オランダ (Dutch Top 40)                       | 44   |
| オランダ (Single Top 100)                     | 62   |
| スウェーデン (Sverigetopplistan)              | 76   |
| イギリス (OCC)                                | 43   |
| 全米 ダンス・シングルス・セールス (Billboard) | 7    |

- UKでの売り上げ32万1000枚